# پابلو ایبانیز
پابلو ایبانیز (به اسپانیایی: Pablo Ibáñez) بازیکن فوتبال اهل اسپانیا است که از سال ۲۰۰۴ میلادی عضو تیم ملی فوتبال اسپانیا بوده و در ۲۳ بازی ملی حضور داشته‌است. او در بازی‌های ملی‌اش گلی به ثمر نرساند.